# Rhagonycha fugax
Rhagonycha fugax är en skalbaggsart som beskrevs av Mannerheim 1843. Rhagonycha fugax ingår i släktet Rhagonycha, och familjen flugbaggar. Enligt den finländska rödlistan är arten nära hotad i Finland. Arten har ej påträffats i Sverige. Artens livsmiljö är torra gräsmarker.